# Stanley Deser
Stanley Deser (n. 19 martie 1931, Rivne, voievodatul Wołyń⁠(d), Polonia – d. 21 aprilie 2023, Pasadena, California, SUA) a fost un fizician american, cunoscut pentru contribuțiile sale la Teoria relativității generale, căreia prin formalismul Arnowitt–Deser–Misner, originalul căruia a fost pulblicat in anul 1959 în revista Physical Review, i-a adus o rigurozitate mai mare, specialist, de asemenea, în teoria cuantică a câmpurilor, profesor emerit la Universitatea Brandeis⁠(en)[traduceți] din Waltheim⁠(en)[traduceți], Massachusetts și senior fellow la Institutul Tehnologic din California.
A contribuit de asemenea la teoria supersimetriei dintre bozoni și fermioni și la supergravitatie.
În anul 1987 a participat la Seminarul "Quantum Gravity- 1987", prezidat de academicianul Moisei Markov la Moscova, care a semnificat o detensionare a atmosferei politice între SUA și URSS.